# Arsenije Plamenac
Arsenije Plamenac, na crnogor. ćiril. Арсеније Пламенац, mitropolit, poglavar Crnogorske pravoslavne Crkve i vladar Crne Gore od 1781. do 1784. godine.
Imenovan je za crnogorskoga vladiku odlukom Save Petrovića Njegoša.
Nije ostavio posebnoga traga u crnogorskoj povijesti. 
Umro je 1784. godine. 
Naslijedio ga je Petar I. Petrović Njegoš.